# Església de Sant Joan Baptista (Vinebre)
Sant Joan Baptista és un església parroquial en una cantonada de la plaça, amb la façana lateral i posterior molt properes a altres edificis a la vila de Vinebre (Ribera d'Ebre) protegit com a bé cultural d'interès local.

## Arquitectura
És de planta rectangular i consta de tres naus, amb l'absis no marcat en planta. La nau central, de més alçada que l'absis, està coberta amb volta de canó dividida per arcs torals, que descansen sobre una cornisa motllurada que suporten unes pilastres. Les naus laterals es defineixen amb arcs de mig punt, cobertes també amb volta de canó. L'absis s'obre a la nau a través d'un arc toral, precedit per una lluneta, que descansa sobre una cornisa motllurada que envolta l'absis i les pilastres. En aquesta part, la volta és de creueria, i queda sostinguda sobre la mateixa cornisa i petites pilastres que enllacen amb els nervis. Als costats hi ha dues petites finestres amb llunetes. La part inferior del mur està recoberta per plafons rectangulars que actuen com a sòcol. Als peus del temple hi ha el cor, que queda suportat per un arc rebaixat i acabat en una barana de fusta. A l'arrencada d'aquest arc, una inscripció recorda fins on va arribar la riuada el 23 d'octubre de 1907. La nau s'il·lumina a través de petites finestres que se situen entre els arcs torals de la nau central i d'una rosassa amb vitralls sobre el cor.
Al centre del frontis hi ha una portalada de pedra, oberta en arc de mig punt, que queda custodiada per dues pilastres que sostenen una cornisa motllurada, sobre la qual hi ha una fornícula emmarcada per un petit frontó. Sobre de la rosassa hi ha un rellotge. De l'extrem dret en sobresurt el campanar, de planta quadrangular i obertures en arc de mig punt. El parament dels murs és de carreus escairats de mitjanes dimensions.

## Història
L'antic Vinebre fou totalment destruït al setembre de 1284 pels Entença de Móra i el comanador d'Ascó Fra Francesc Ça Tallada edificà un nou poble al lloc actual, que anomenà Vilanova. No se sap quin era l'emplaçament de la nova església construïda a Vilanova. Se suposa que podria ser al costat de l'església actual, on hi ha unes arcades de mig punt. L'església actual es construí de nova planta al segle xvii i es va acabar l'any 1691, poc abans que obtingués la independència eclesiàstica de la parròquia d'Ascó. La dependència civil o militar a la comanda d'Ascó durà fins a la desamortització de Mendizábal. Dins d'aquesta església es va batejar el beat Enric d'Ossó i Cervelló el 17 d'octubre de 1840.